# Union communiste libertaire (francophone)
Pour les articles homonymes, voir Union communiste libertaire et UCL.
L'Union communiste libertaire (UCL) est une organisation communiste libertaire francophone, née en 2019 de la fusion d'Alternative libertaire et de la Coordination des groupes anarchistes. Elle est présente en France, Suisse et Belgique.
Elle défend un « projet de société basé sur la démocratie directe, l’autogestion et le fédéralisme ».

## Historique

### Le rapprochement entre AL et la CGA (2018-2019)
Alternative libertaire (AL), successeure de l'Union des travailleurs communistes libertaires fondé en 1991, et la Coordination des groupes anarchistes (CGA), scission de la Fédération anarchiste fondée en 2002, sont deux organisations anarchistes qui se réclament du syndicalisme d'action directe et du communisme libertaire.
Proches idéologiquement et dans leur pratique politique, elles commencent leur projet de fusion en février 2018, un fait assez rare dans l'extrême gauche française, « plus habituée aux scissions qu'aux unions ». Afin de rendre le processus le plus démocratique et efficace possible, les deux organisations n’ont néanmoins pas voulu presser les choses et ont pris le temps de la discussion à travers une « feuille de route » claire et réexaminée périodiquement.
Du 8 au 10 juin 2019, s’est organisé à Bellenaves dans l’Allier le congrès fondateur de l’UCL. La nouvelle organisation se construit alors sur l’adhésion à un nouveau manifeste rédigé par le congrès : le manifeste de l’Union communiste libertaire. L’objectif de l’UCL est d’aller plus loin que la fusion de deux entités, ne pas créer un simple groupuscule à l’extrême gauche, mais une organisation capable de dépasser ce milieu.
L'UCL revendique alors 500 militants structurés en 40 groupes et liaisons en France. Elle conserve pour organe le mensuel Alternative libertaire et arbore les couleurs rouge et noir du communisme libertaire.

### Premières années

#### Chronologie
Dès sa création, l'Union communiste libertaire soutient le mouvement des Gilets jaunes, auquel plusieurs de ses groupes prennent part. La même année, elle s'investit dans le mouvement contre le projet de réforme des retraites.
En 2021, lors de la pandémie de Covid-19, l’UCL combat également la mise en place du pass sanitaire tout en s’opposant la présence de « groupes fascistes et complotistes » au sein des manifestations anti-pass,.
Le 19 mars 2021, le local du groupe lyonnais de l’UCL, la librairie « La Plume Noire », subit une attaque de l’extrême droite. L’organisation suspecte des anciens de Génération identitaire d’être à la manœuvre,,. La même année, l’UCL participe à la commémoration pour les 150 ans de la Commune de Paris.
En 2022, durant l’élection présidentielle française, l’UCL entame une campagne fédérale « pour mettre en avant un projet de société alternative, solidaire, libre et égalitaire », pointant l’importance de dépasser les logiques électoralistes, tout en ne renvoyant pas dos à dos ceux qui votent pour réduire le résultat de l’extrême droite et ceux qui refusent de cautionner par leur vote le jeu électoral,.
À l'été 2023, des groupes locaux de l’UCL participent à l’organisation de plusieurs rassemblements « contre le racisme, les crimes et les violences policières » à la suite de la mort de Nahel Merzouk,,. La même année, les membres de l’organisation participent activement au mouvement social contre la réforme des retraites.
Fin 2023 et début 2024, on retrouve l’UCL dans des actions en soutien au peuple palestinien face aux représailles d’Israël après l’attaque du Hamas le 7 octobre 2023 (comme leur participation à la campagne BDS et aux manifestations pro-palestinienne),.

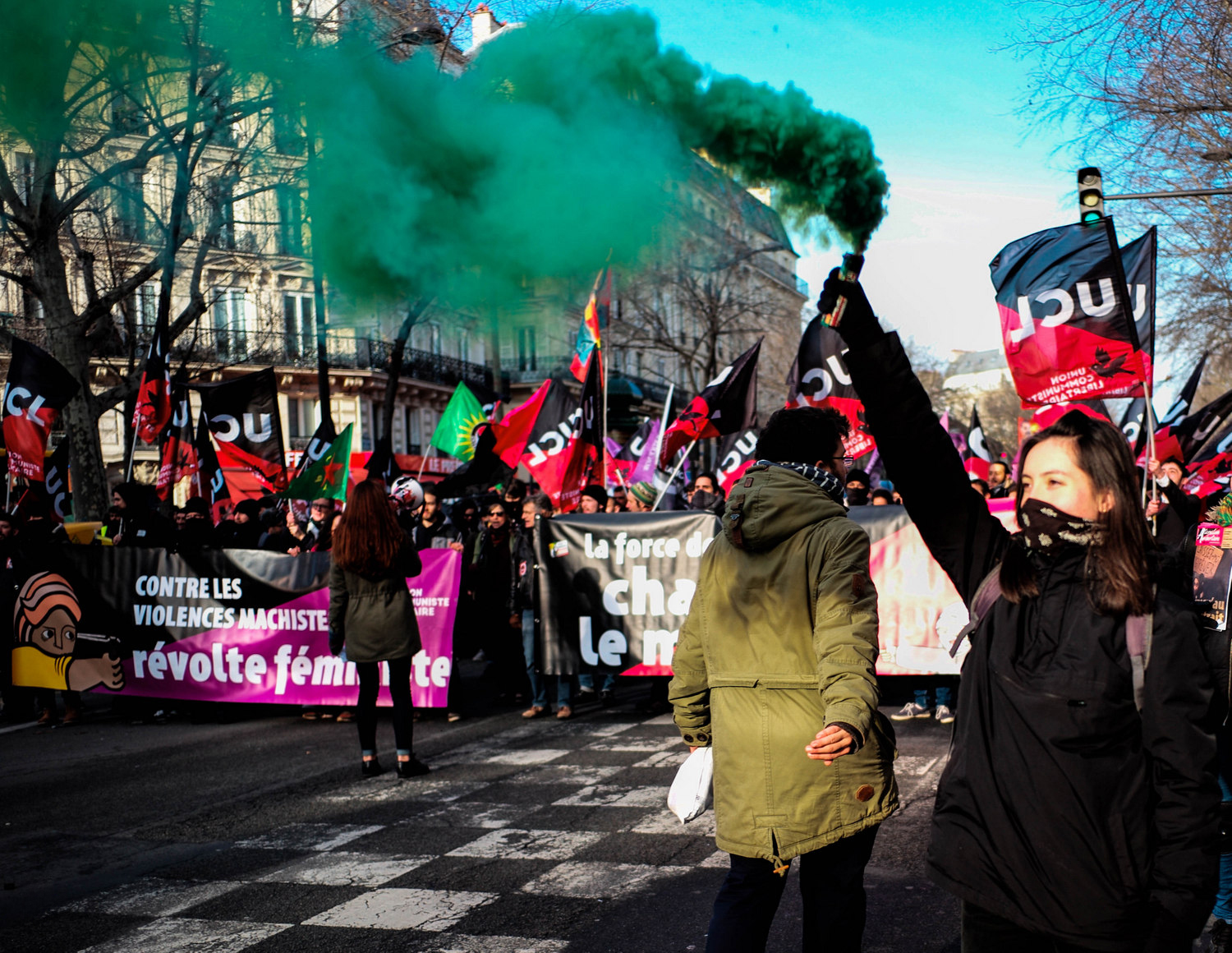
Cortège de l'UCL à la manifestation de la gauche kurde, le 11 janvier 2020 à Paris.

Au cours des premières années de l’Union communiste libertaire, on retrouve les groupes locaux de l’UCL dans de nombreuses autres actions. Ils organisent et participent notamment à des manifestations antifascistes, internationalistes (en soutien aux peuples kurdes, palestiniens...), ou écologistes,, des marches des fiertés,, des actions de solidarités (collecte de vêtements, repas de soutien...) ou encore des débats publics.

#### Actions annuelles et bisannuelles
L'UCL participe également à plusieurs événements annuels où elle organise des cortèges rouge et noir. On peut notamment citer la manifestation de la gauche kurde à Paris pour réclamer la vérité sur le triple meurtre de Fidan Doğan, Sakine Cansız et Leyla Söylemez.
Tous les ans, l'UCL organise sur une semaine les « Journées d'été rouge et noir », un camp de formations, d'échanges et de débats,.
L'UCL organise également l'évènement « Au taf », une rencontre nationale publique des syndicalistes autogestionnaires et libertaires, dont la première édition s'est déroulé en mai 2022, à Montreuil,.

### Conflits internes et scissions
En décembre 2021, un premier groupe d'individus quitte l'organisation, il prendra le nom de Plate-forme Communiste Libertaire (PCL). Ils regrettent que l'organisation ne fasse pas de la lutte des classes la centralité des luttes et considère être accusés « sans fondement de racisme ou d’antisémitisme, de sexisme, de complicité de la culture du viol, de transphobie, de validisme, de putophobie, etc. ». Ils déplorent alors que l'organisation soit une coquille vide autoritariste dans laquelle « seul l’antipatriarcat « post-moderniste » semble avoir le vent en poupe et constitue de fait un bureau politique ».

## Principes idéologiques

### Influence et héritage
La doctrine communiste libertaire de l’UCL possède de nombreuses inspirations modernes comme historique :
- La Commune de Paris de 1871.
- L’Internationale anti-autoritaire avec entre autres Bakounine, Kropotkine et Malatesta.
- La CGT de 1895 à 1914 avec le syndicalisme révolutionnaire et la Charte d’Amiens.
- L’Ukraine de 1918 à 1921 avec la Makhnovtchina  et la Plate-forme organisationnelle de l’union générale des anarchistes d'Archinov.
- L'Aragon et la Catalogne de 1936 à 1937 avec la CNT et son analyse par le groupe des amis de Durruti.
- Le spécifisme sud-américain de la seconde moitié du XXe siècle.
- La Fédération communiste libertaire (1953-1957) et le Manifeste du communisme libertaire de Georges Fontenis[35].
- Le Chiapas depuis 1994 avec l’Armée zapatiste de libération nationale.
- Le Rojava depuis 2012[36] et notamment la pratique du confédéralisme démocratique.

L'UCL est également l'héritière directe de certaines organisations :
- L’Organisation révolutionnaire anarchiste (1967-1976).
- L’Union des travailleurs communistes libertaire (1978-1991) et les travaux théoriques et historiques de Daniel Guérin.
- Plus directement, AL (1991-2019) et la CGA (2002-2019)[2].

### Projet politique
Le projet de société de l’organisation est synthétisé dans le manifeste fondateur de l’UCL. Elle défend une société alternative fondée sur le communisme libertaire, qui mêle les concepts communistes de lutte des classes et de socialisation des moyens de production, avec les concepts libertaires anti-étatiques d’émancipation individuelle et collective, de fédéralisme,, d’autogestion et d’auto-organisation,.

### Stratégie révolutionnaire
Afin de parvenir à son projet politique l’UCL s’est doté dans son manifeste d’une stratégie révolutionnaire : « contre-pouvoir, double-pouvoir et ruptures révolutionnaire ».
- Dans un premier temps, construire des « contre-pouvoirs » dans l’ensemble de la société. Aujourd’hui, les structures qui visent à transformer directement et immédiatement la société et qui cherchent à organiser les masses populaires et leurs solidarités, pour lutter contre toutes les formes de dominations, sont pour l’UCL des contre-pouvoirs en devenir[38].
- Dans un second temps, pousser à l’instauration d’un « double-pouvoir » où les contre-pouvoirs débordent sur le pouvoir capitaliste étatique[38].
- Pour enfin, instaurer le « pouvoir populaire », un pouvoir horizontal et autogéré fondé sur le fédéralisme et la démocratie directe, et ce tant sur le plan économique que sur le plan politique, qui remplace le pouvoir étatique[38].

Afin d’atteindre ces objectifs, l’UCL prône une action militante qui ne soit placée « ni sur le terrain électoral, ni sur le plan des institutions ». Elle ne souhaite pas non plus constituer un parti centralisé et d'avant-garde. Au contraire, elle vise à former et structurer un courant communiste libertaire cohérent et organisé au sein de l'espace public.
Les militants de l'UCL s'investissent en priorité dans les luttes auto-organisées, au sein des contre-pouvoirs en devenir, pour les « animer » et « construire le pouvoir populaire dans l'autogestion des luttes ». Ces luttes s'inscrivent principalement sur les terrains anticapitaliste, antifasciste, féministe, antiraciste, pro-droits LGBTI, antivalidiste et écologiste.
Parmi ces contre-pouvoirs en devenir, les syndicats occupent une place importante. Ses militants sont généralement actifs au sein de la Confédération générale du travail et de l'Union syndicale Solidaires et plus marginalement de la Confédération paysanne et de la Confédération nationale du travail, où ils promeuvent le syndicalisme révolutionnaire. On les retrouve aussi dans des associations de lutte, comme le Droit au logement ou le Planning familial,.

## Organisation

### Fonctionnement
L'UCL est une organisation fédérale autogestionnaire. Concrètement, il s'agit d'une fédération de groupes locaux autonomes rassemblés par une idéologie, des positions et des pratiques communes. L’organisation pratique donc la démocratie autogestionnaire et fédéraliste en cohérence avec son projet de société[source insuffisante].
Elle se réunit tous les deux ans, en Congrès et trois fois par an en Coordination fédérale. Ces temps fédéraux rassemblent des mandatés de tous les groupes locaux afin d’élaborer collectivement les positions et décisions fédérales[source insuffisante]. C’est aussi un moment de contrôle, d’attribution voire de révocation des mandats d'instances fédérales comme les Commissions (journal, travail, relation extérieur…) et le Secrétariat fédéral[source insuffisante].

### Réseau international

Logo d'Anarkismo.net

En continuité avec AL et la CGA, l’UCL est membre, dès sa création, du réseau international communiste libertaire Anarkismo, qui se réclame à la fois du plateformisme et du spécifisme.
Il s'agit concrètement d'un portail internet permettant aux organisations communistes libertaires de mettre en commun des articles, des communiqués et autres informations traduits en plusieurs langues.

## Presse et média

### Alternative libertaire
Alternative libertaire est l'organe de presse mensuel de l'organisation. Sa ligne éditoriale correspond aux principes présents dans le Manifeste de l'UCL. Le journal est donc composé d'articles d'actualité et d'analyses politiques contribuant à la diffusion des idées communistes libertaires. Il se veut accessible tant au grand public qu'aux militants politiques.

### Éditions d'Alternative libertaire
Les Éditions d'Alternative libertaire, parfois nommées Éditions de l'Union communiste libertaire, publient des ouvrages historiques et politiques du mouvement communiste libertaire.

## Identité visuelle

Logo provisoire, de juin à septembre 2019.
Logo adopté en septembre 2019.
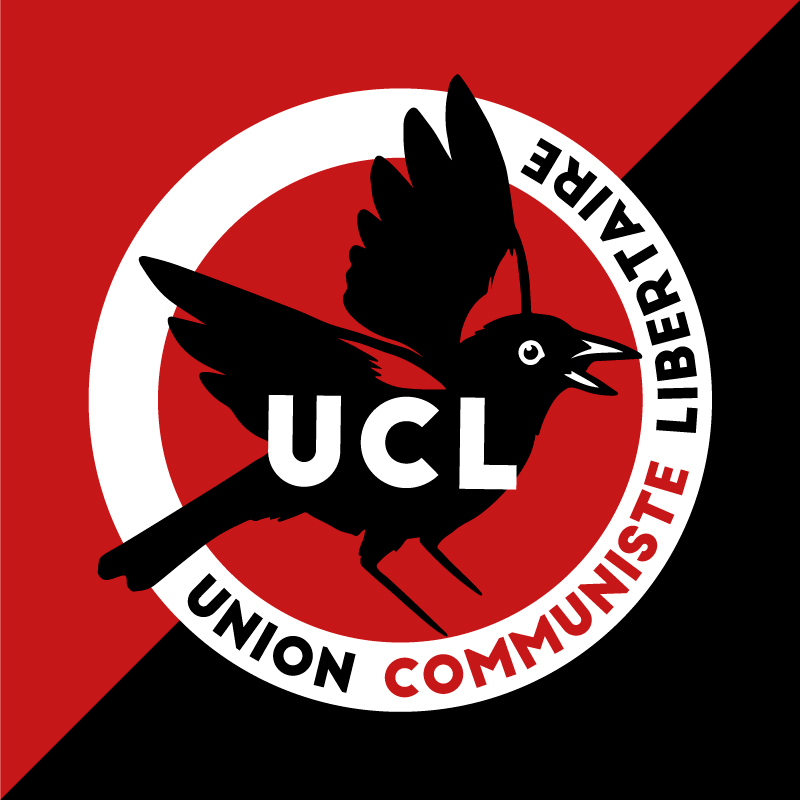
Variante du logo.

L'UCL conserve les couleurs rouge et noir, symboliques du communisme et de l'anarchisme.
Le symbole choisi par les militants est le merle moqueur, en référence à la chanson de la Commune de Paris, Le temps des cerises. Il s'agit d'une stylisation du merle aux couleurs du communisme libertaire, l'animal étant normalement noir au bec jaune. Il ne s'agit donc pas d'un carouge à épaulettes, bien que celui-ci s'approche davantage du logotype adopté.
L'oiseau n'est ni non plus le pétrel, l'oiseau-tempête souvent pris comme symbole par les anarcho-communistes de la révolution russe, mais il a pu influencer pour prendre un oiseau comme logo.[réf. souhaitée]
Cette symbologie est peu courante dans le mouvement anarchiste européen où il est souvent préféré une étoile, un A cerclé ou encore un chat au poil hérissé. Elle est cependant plus commune en Amérique latine au sein du courant communiste libertaire spécifiste, avec par exemple le tangara scarlate de la Fédération anarchiste de Rio de Janeiro ou l'Organisation socialiste libertaire au Brésil.